# Mary Terrall
Pour les articles homonymes, voir Terrall.
Mary Terrall, née le 10 avril 1952 à Sharon (Connecticut) et morte le 11 septembre 2023, est une historienne des sciences américaine, professeure associée d'histoire à l'Université de Californie à Los Angeles, spécialiste du XVIIIe siècle.

## Formation
Après avoir obtenu un Bachelor of Arts à l'Université Harvard, elle obtient un doctorat en histoire à l'Université de Californie à Los Angeles. 

## Travaux
Le thème central des recherches et des écrits de Mary Terrall est la science au XVIIIe siècle. Elle a écrit des articles sur divers sujets dont la culture scientifique à Berlin à l'époque de Frédéric le Grand, la place du français dans la science du siècle des Lumières.
Mary Terrall s'intéresse à la force vive ou Vis viva, théorie à l'origine de la loi de la conservation de l'énergie. 

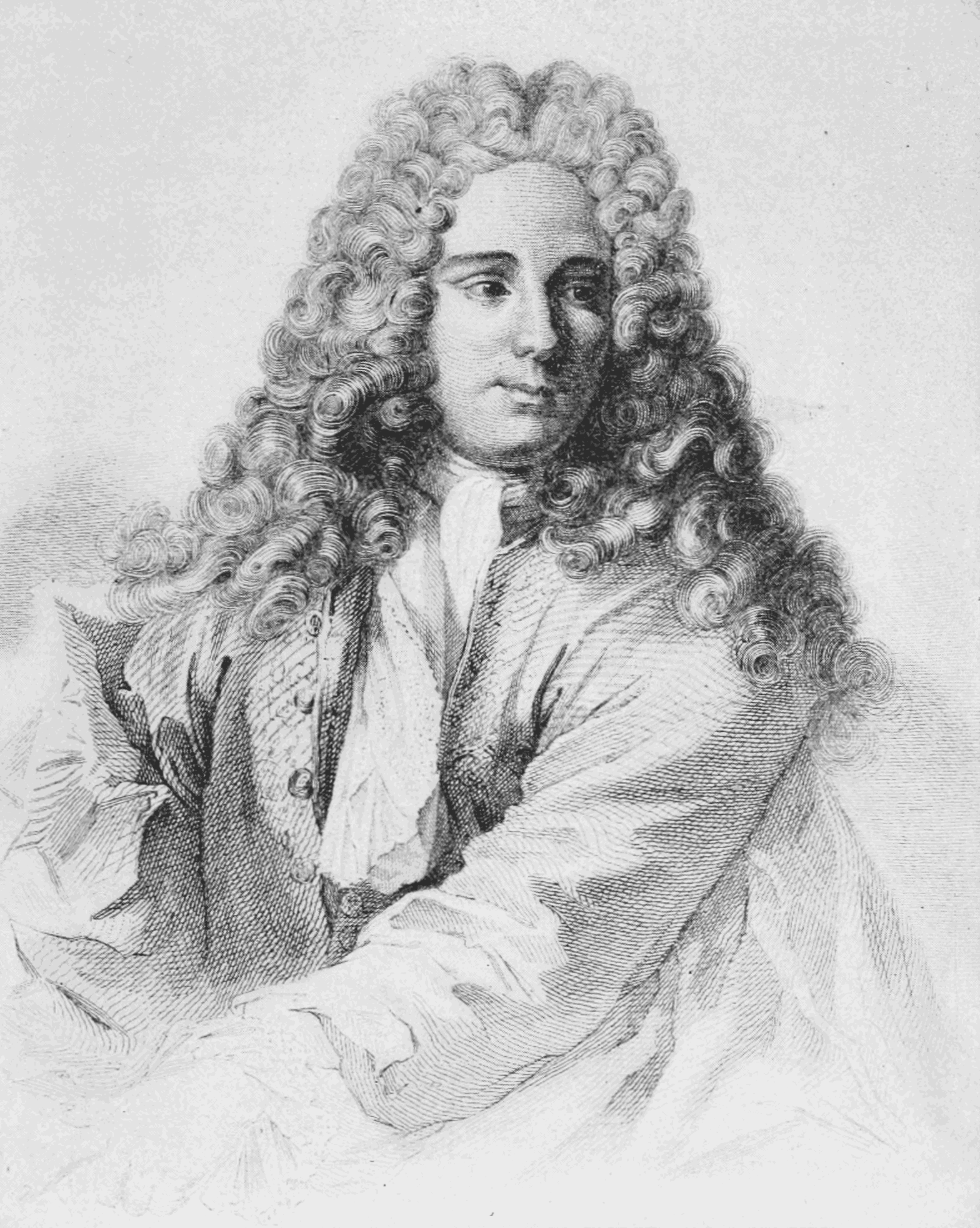
Pierre Louis Moreau de Maupertuis.

Elle consacre notamment un livre entier et plusieurs articles à Pierre Louis Moreau de Maupertuis (1698-1759), philosophe, mathématicien, physicien, astronome et naturaliste français du XVIIIe siècle qui contribua notamment à la diffusion des théories de Newton hors d'Angleterre, et à l'établissement du principe de moindre action et responsable des expéditions géodésiques françaises. En particulier elle analyse le rôle de Maupertuis « dans le débat sur la forme de la Terre dans les années 1730, qui se déroule d’abord dans le cadre de l’Académie des sciences, puis déborde très largement dans l’espace public et conduit à une mobilisation générale des institutions politiques et diplomatiques, mais aussi des milieux marchands et des fabricants d’instruments, notamment autour des deux grandes expéditions, en Laponie et au Pérou. La question théorique (qui relève de l’astronomie et des mathématiques) débouche sur d’autres enjeux, comme la validité des instruments utilisés à l’observatoire de Paris ou encore les conditions du voyage et de l’observation. L’élargissement de la controverse tient beaucoup ici au rôle de Maupertuis, qui incarne une figure d’entrepreneur scientifique, maîtrisant parfaitement les ressorts de la controverse et bénéficiant de soutiens et de relais dans des espaces plus larges que les milieux savants »,,.
Par ailleurs, elle décrit et analyse la manière dont Maupertuis utilisait les techniques littéraires pour raconter son expédition en Laponie sous la forme d’un récit d’aventures, de façon à intéresser un public plus large. Un autre article traite de la manière avec laquelle « il publia un ouvrage anonyme sur la controverse, qui se présentait comme neutre, mais qui faisait subrepticement la satire des positions de Cassini. Ayant pris soin de garder l’anonymat, il utilisa ses réseaux mondains pour lancer une campagne de rumeurs sur les différentes attributions du livre, ce qui eut pour effet de leurrer ses adversaires, qui se ridiculisèrent en approuvant l’ouvrage. Certains savants désapprouvèrent cette stratégie, qui se révéla néanmoins d’une indéniable efficacité dès lors que la controverse était sortie de l’espace académique. »,.
Elle s'est également intéressée aux travaux de Réaumur. En particulier elle s'intéresse à la manière dont lui et d'autres naturalistes utilisaient les techniques littéraires pour raconter des histoires naturelles d'animaux mêlant narrations sur le comportement animal narrations sur la découverte et l'expérimentation.

## Prix et distinctions
Elle reçoit en 2003 le prix Pfizer décerné par l’History of Science Society en reconnaissance d'un livre exceptionnel sur l'histoire des sciences, pour son ouvrage The Man Who Flattened the Earth: Maupertuis and the Sciences in the Enlightenment,. Pour le même ouvrage elle reçoit également le prix Gottschalk décerné par l'American Society for Eighteenth-Century Studies.
Elle est lauréate en 1998 du prix Margaret W. Rossiter d'histoire de la femme en science décerné par l’History of Science Society, pour son article Emilie du Châtelet and the Gendering of Science, après avoir reçu en 1994 le prix Derek Price également décerné par l’History of Science Society, pour son article Representing the Earth’s Shape: The Polemics Surrounding Maupertuis’s Expedition to Lapland.

## Publications

### Livres
- (en) Mary Terrall, The Man Who Flattened the Earth : Maupertuis and the Sciences in the Enlightenment, University of Chicago Press, 2002, 468 p. (ISBN 978-0-226-79362-7, lire en ligne)[14]
- (en) Mary Terrall, Catching nature in the act : Réaumur and the practice of natural history in the eighteenth century, vol. 1, Chicago, University of Chicago press, 2014, 275 p.
- (en) Mary Terrall et Helen Deutsch, Vital matters : Eigteenth-Century views of conception, life and death, Toronto, 2012
  - Chapitre « Material Impressions: Conception, Sensibility and Inheritance ».

### Articles
- (en) Mary Terrall, « Heroic Narratives of Quest and Discovery », Configurations, no 6,‎ 1998, p. 223-242
- (en) Mary Terrall et Laurence William Wylie, France, the events of May-June 1968 : a critical bibliography, Cambridge, Mass., Harvard university : Council for European studies, 1973, 118 p.
- (en) Mary Terrall et Laurence William Wylie, France, the events of May-June 1968, Cambridge, Harvard university. Cambridge, Mass., 1971
- Maupertuis and Eighteenth-Century scientific culture, 1987.
- (en) Mary Terrall, « Following Insects Around: Tools and Techniques of Natural History in the Eighteenth Century », British Journal for the History of Science, no 43,‎ 2010, p. 573-588
- (en) Mary Terrall, « Frogs on the Mantelpiece: The Practice of Observation in Daily Life », dans Lorraine Daston , Elizabeth Lunbeck, Histories of Scientific Observations, University of Chicago Press, 2011
- (en) Mary Terrall, « Speculation and Experiment in Enlightenment Life Sciences », dans Staffan Müller-Wille et Hans¬Jörg Rheinberger, Heredity Produced: At the Crossroads of Biology, Politics, and Culture, 1500-1800, Cambridge, Mass., MIT Press, 2007
- Mary Terrall, « Biography as Cultural History of Science », Isis, no 97,‎ 2006, p. 306-313
- (en) Mary Terrall, « Fashionable Readers of Natural Philosophy », dans Nick Jardine et Marina Frasca-Spada, Books and the Sciences in History, Cambridge University Press, 2000
- (en) Mary Terrall, « Metaphysics, Mathematics and the Gendering of Science in France », dans William Clark, Jan Golinski et Simon Schaffer, The Sciences in Enlightened Europe, University of Chicago Press, 1999
- (en) Mary Terrall, « Emilie du Châtelet and the Gendering of Science », History of Science, no 33,‎ 1995, p. 283-310
- (avec Kapil Raj), "Circulation and Locality in Early Modern Science", numéro spécial du British Journal for the History of Science, 43, 4, 2010.
- The heavens of the sky and the heavens of the heart: the Ottoman cultural context for the introduction of post-Copernican astronomy de Theodore Porter, Hossein Ziai, Carlo Ginzburg, Robert Westman, Mary Terrall, Benjamin Elman.